# Cespite
Il cespite (pronuncia: /ˈʧespite/ oppure /ˈʧɛspite/; in lingua inglese asset), nella finanza e nell'economia aziendale, è un bene o risorsa oggetto di valore economico di proprietà, quantificabile mediante valuta.

## Descrizione e classificazione
Può avere sia una dimensione materiale che immateriale, ed esser oggetto di scambio tramite compravendita e che si può convertire in denaro liquido (cioè si dice "liquidabile", dotato di "liquidabilità"). Con esso si intendono infatti non solo asset materiali (macchine, apparecchiature, dispositivi, impianti, mezzi, infrastrutture, ecc.) o immateriali (software, informazioni, certificazioni o qualifiche), ma anche conoscenze e capacità delle persone (il capitale umano) e patrimonio (disponibilità finanziarie). La nozione ha rilevanza nella gestione patrimoniale che non riguarda solo i meri aspetti contabili/amministrativi relativi ai cespiti e, soprattutto, nella business continuity ove asset è, genericamente, qualsiasi bene che abbia valore per un’organizzazione. Nell'inglese tecnico, asset è genericamente un bene economico e concettualmente equivalente al cespite italiano.  
Sia soggetti privati (persone fisiche e giuridiche come le società, cioè aziende e partnership varie, e organizzazioni non-profit) che soggetti pubblici come lo Stato e le sue istituzioni sono proprietari/titolari di asset. Esempi di asset sono il denaro, prodotti finanziari come le azioni e obbligazioni (sono delle security), i conti in banca, i forwards, i futures, le options, gli SWAP (le securities, i conti e questi altri strumenti derivati sono detti "asset finanziari"), edifici, terreni, macchinari, veicoli, brevetti, software, certificazioni e il valore del brand e del know-how.
Gli intangibili/immateriali si possono suddividere in asset finanziari e non-finanziari. I primi sono tutti i titoli di credito e debito emessi da una società per finanziarsi tramite debito o non a debito, cioè tramite equity; in altre parole, sono i titoli immateriali (in passato erano pezzi di carta oggi dematerializzati e scambiati over the counter (OTC) o in borsa se la società è quotata) con cui una società pratica il debt financing o l'equity financing, come indica la corporate finance (l'equity è pubblica se avviene in borsa siccome è un mercato pubblico e regolamentato, mentre si dice "private equity" se lo scambio di titoli avviene over the counter, non in borsa ma in altri canali privati, informali e non regolamentati). Gli asset finanziari sono le azioni, le obbligazioni e i derivati. Peraltro, tutti e tre sono detti "valori mobiliari/security". Le obbligazioni sono emesse sia dalle società (obbligazioni societarie/corporate bond) che dallo Stato e dalle municipalità (obbligazioni statali/government bond). I non-finanziari possono essere beni strumentali sono per esempio i software, i brevetti, i marchi e le licenze.
In sintesi, anche solo per comodità, si possono riordinare in due categorie:
- asset tangibili (e.g. macchinari);
- asset intangibili (e.g. azioni e brevetti).

## Il ruolo nel bilancio
Nei fogli di bilancio/balance sheet e simili report finanziari (le società quotate in borsa devono produrli trimestralmente e devono farli controllare e revisionare da una società di audit) gli asset possono essere suddivisi in quattro categorie (la classe "asset finanziari" è in comune).
La prima classe è quella degli asset correnti, cioè le risorse da liquidare/convertire in denaro entro un anno, dunque in un orizzonte temporale di breve termine. Essi sono il denaro, i cash equivalents (come i certificati di deposito/CD bancari), i crediti/accounts receivable (e.g. i pagamenti dei clienti, che nel commercio internazionale possono avvenire anche a 30, 60, 90 giorni dalla spedizione o dall'emissione della fattura commerciale/invoice; nei casi limite, il cliente è insolvente perché effettivamente tale o perché dichiara bancarotta fraudolenta), le spese prepagate (e.g. un pagamento anticipato per coprire i costi di spedizione o assicurazione di merce o per sicurezza) e le scorte/inventory ancora utilizzabili (potrebbero deperire nel tempo). Se un asset corrente si deprezza/svaluta, si registrano sia il costo originale che quello attuale, che può essere deprezzato o addirittura rivalutato (si registra cioè il costo storico/historical cost). Se i crediti non si possono più ricevere in nessun modo a seguito di insolvenza di un creditore (e.g. un cliente), il credito diventa inesigibile e cessa di essere un asset corrente e diventa di fatto una spesa (è come spendere risorse per "donare" beni e servizi che non verranno mai più pagati); la voce apposita si chiama "spese per crediti inesigibili" (bad debt expense). Il bad debt non si può pagare ed è una perdita per il creditore, a differenza di un debito che viene sfruttato per crescere e ripagato al creditore con eventuali interessi; quest'ultimo si può immaginare come "good debt". Il valore degli asset totali si calcola come un'addizione del valore quantificato con una valuta di tutti i suoi componenti detti finora: Current Assets = C (cash) + CE (cash equivalents) + I (inventory) + AR (accounts receivable) + MS (marketable securities) + PE (prepaid expenses) + OLA (other liquid assets); in breve, current assets = C + CE + I + AR + MS + PE + OLA.
La seconda categoria è quella degli asset intangibili.
La terza categoria, che viene considerata come separata dalla seconda e non sovrapposta (non ci sono overlap) è quella degli asset finanziari acquisiti da altre società e stati tramite l'acquisto (quelli emessi e venduti dalla società stessa sono calcolati tra quelli correnti siccome, con la compravendita spedita, sono facilmente cedibili e liquidabili: sono infatti titoli mobiliari e negoziabili, "marketable securities").
La quarta è quella degli asset fissi o non correnti o "beni capitali" (capital goods): esse sono le risorse a lungo termine e che si utilizzano senza consumarle completamente, e.g. edifici, impianti e capannoni, terre, macchinari, veicoli, mobili e computer. Una celebre sigla per indicarli è PP&E, ovvero "property, plant, and equipment". Le scorte, siccome si usano nel breve termine (anche se ne avanzano e si conservano), non sono asset fissi: cento chili di arance intere per produrre succo sono diversi da un capannone in cui le arance si spremono per produrre succo d'arancia: entrambi si usano ma, mentre i cento chili di arance intere spariscono in pochi giorni, il capannone di base è ancora presente e in piedi dopo dieci anni. Gli asset fissi/non correnti si liquidano meno lentamente (e.g. se si rivende un macchinario), sicuramente non si considerano come liquidabili entro un anno e sono esposti al deprezzamento lungo il tempo in base all'usura, alla mancanza di manutenzione, ai prezzi di mercato e all'innovazione tecnologica. Gli asset correnti non sono deprezzati.
In sintesi, in base alla comune classificazione nei fogli di bilancio, gli asset formanti il capitale (nelle società, il cosiddetto capitale sociale/capitale di rischio) si possono riordinare in quattro categorie:
- Asset correnti (current assets), inclusi i prodotti finanziari emessi
- Asset fissi/non correnti o "beni capitali" (fixed/noncurrent assets, PP&E) di cui si calcola il deprezzamento
- Asset intangibili (intangible assets) ma non finanziari
- Asset finanziari (financial asset) di altre società o stati.

Nel mondo, ogni stato ha un suo standard contabile (e.g. negli Stati Uniti, si usano i GAAP, molto noti); a essi, si aggiungono gli IFRS, che sono internazionali e sono molto usati in Europa.
I cespiti possono essere dismessi tramite cessazione d'uso o vendita, e secondo le normative vigenti in termini di bilancio, devono essere svalutati e/o ammortizzati all'avverarsi di certe condizioni. Nelle tecnologie dell'informazione e della comunicazione coincidono con il complesso di hardware, software e know-how consolidato di proprietà dell'impresa.

## La posizione nello stato patrimoniale
Nello stato patrimoniale, facente parte del foglio di bilancio, sono parte delle attività. Nel caso di una società, compongono il capitale sociale. Il capitale sociale è a sua volta un macro-asset ibrido e composto da asset di più tipi, anche finanziari (per esempio, denaro conferito dai soci tramite l'acquisto di security, ovvero azioni e obbligazioni, e terreni/macchinari/veicoli/edifici conferiti). Questi asset si usano per gestire le attività di business (e.g. macchinari) o migliorarle (e.g. macchinari nuovi e hi-tech), fare investimenti per soddisfare i bisogni correnti o nel medio e lungo termine, per ottenere guadagni e generare cash flow anche passivamente nell'immediato o nel futuro più o meno lontano (e.g. possesso di brevetti e marchi sfruttati da terze parti previo pagamento dei diritti e delle royalties nel franchising, possesso di beni dati in prestito tramite per esempio la formula del leasing) e per ottenere finanziamenti a debito siccome gli asset correnti si possono porre a garanzia. L'accumulo di debiti tramite ricorso alle banche e all'emissione di obbligazioni/bond creano gravame sugli asset, cioè accumulano le liability. Se dagli asset si sottraggono le liability, si ottiene un valore che, nell'accounting finanziario delle corporation, si dice equity: l'equity sono gli asset liberi da gravame. Nel caso degli stati, questo valore in macroeconomia non si chiama "equity" ma ricchezza nazionale (wealth).